# Astroloba
Astroloba ist eine Pflanzengattung aus der Unterfamilie der Affodillgewächse (Asphodeloideae). Der botanische Name der Gattung leitet sich von den griechischen Worten aster, astros für ‚Stern‘ sowie lobos für ‚Zipfel‘ ab und verweist auf die sternförmig ausgebreiteten Zipfel der Blütenkrone. Die Arten sind in Südafrika heimisch.

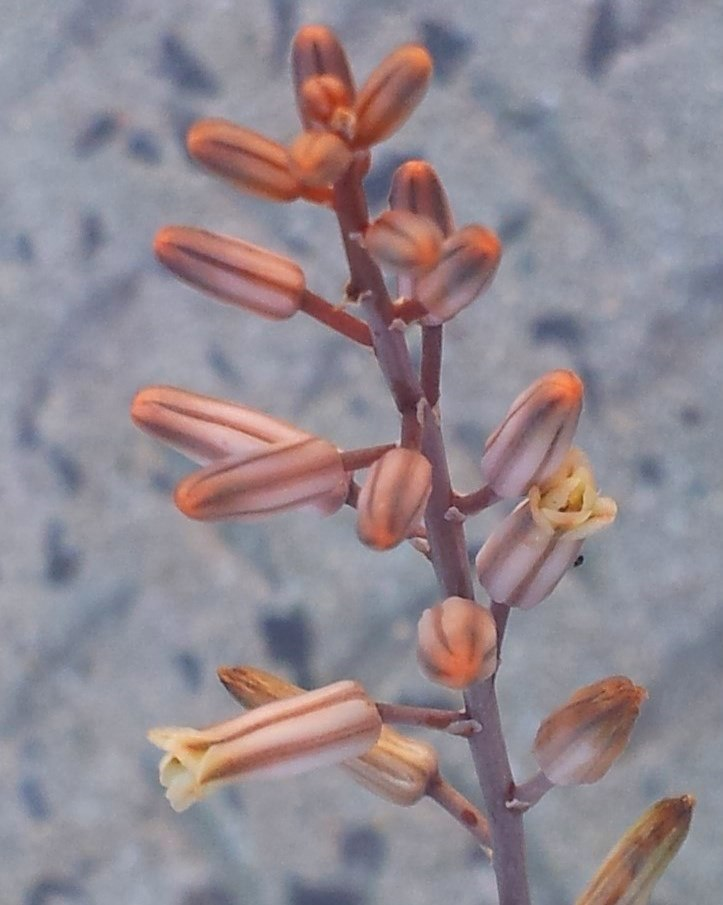
Blütenstand von Astroloba corrugata

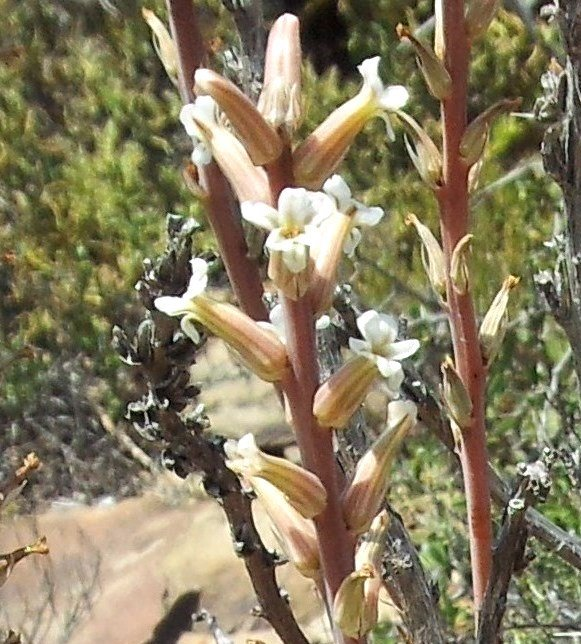
Blütenstand von Astroloba robusta

## Beschreibung

### Vegetative Merkmale
Die Arten der Gattung Astroloba sind kleine krautige, ausdauernde, langsam wachsende, sukkulente Pflanzen. Sie sprossen aus der Basis oder bilden durch unterirdische Stolonen kleine oder große Büschel, die mit der Zeit aufrechte oder kriechende Stämmchen bilden. Ihre sukkulenten Wurzeln sind stielrund.
Die zahlreichen, aufrecht-ausgebreiteten Laubblätter sind wechselständig oder spiralförmig angeordnet, überlappen sich ziegelförmig und sind an ihrer Basis stängelumfassend. Ihre ledrige, hell- bis dunkelgrüne bis glauk-grüne Blattspreite ist deltoid und verjüngt-zugespitzt oder dreieckig. Die Blattoberseite ist flach oder konvex und gelegentlich rot gestrichelt. Die Blattunterseite ist konvex und besitzt meist einen auffälligen asymmetrischen Kiel, der sich über zwei Drittel der Blattlänge erstreckt. Die Blattränder und der Kiel sind scharf oder leicht gerundet, glatt oder gezähnelt. Die Blattspitze ist spitz und endet manchmal in einem aufgesetzten Spitzchen. Die Flächen sind glatt oder warzig und grün oder bräunlich.

### Blütenstände und Blüten
Der Blütenstand ist eine lockerblütige Rispe oder Traube von 10 bis 40 Zentimetern Länge. Gelegentlich entspringen den Axillen beigeordnete Zweige oder Knospen. Der glatte Blütenschaft ist einfach oder verzweigt. Im unteren, sterilen Teil befinden sich Brakteen. Die häutigen, ausdauernden Brakteen sind dreieckig oder lang zugespitzt-verjüngt und gekielt. Sie besitzen ein bis drei bräunlich grüne oder rosafarbene Mitteladern. Die Blüten stehen an einem kurzen, aufrechten Blütenstiel. Sie sind aufrecht, röhrenförmig, regelmäßig und mehr oder weniger gerade. Manchmal befinden sich an den Seiten der Blütenhülle aufgeblasene Gewebehöcker. Die sechs Perigonblätter sind an ihrer Basis miteinander verwachsen. Darüber sind sie frei, aber aneinanderliegend. Die auffallend geaderten Perigonblätter sind für gewöhnlich einfarbig in trüben Farbtönen gefärbt. Sie sind häufig schmutzig grünweißlich, selten cremefarben, beige, gelb oder rosafarben. Ihre Blütenzipfel sind kurz. Die sechs Staubblätter sind kürzer als die Blütenhülle und ragen nicht oder kaum aus ihr heraus. Die gelblich weißen Staubfäden sind fadendünn. Die gelben, dorsifixen Staubbeutel reißen längs auf und sind intrors. Der weißliche, gerade, kopfige Griffel ist pfriemlich und etwa 4 Millimeter lang. Die winzige Narbe ist apikal.

### Früchte und Samen
Die Früchte sind zylindrische, längliche bis stumpfe oder eiförmige bis spitze, dreifächrige Kapselfrüchte, die der Länge nach aufreißen. Sie sind etwa 12 Millimeter lang und 5 bis 6 Millimeter breit. Die Früchte enthalten kantige, dunkelbraune bis schwarze, seitlich zusammengedrückte und an den Kanten undeutlich geflügelte Samen von etwa 4 Millimetern Länge.

## Verbreitung
Die Gattung Astroloba ist in den südafrikanischen Provinzen Westkap und Ostkap verbreitet.

## Systematik

### Äußere Systematik
Astroloba gehört innerhalb der Unterfamilie der Affodillgewächse in die monophyletische Gruppe der Alooideae (bis 2009 eine Unterfamilie der Asphodelaceae). Anhand von ausgewählten morphologischen Merkmalen wurde 1991 folgendes Kladogramm zur möglichen phylogenetischen Verwandtschaft der Gattung Astroloba abgeleitet:
|  | Astroloba                                                  |
|  |                                                            |
|  | \| \| Haworthia \| \| \| \| \| \| Chortolirion \| \| \| \| |
|  |                                                            |
|  | Haworthia                                                  |
|  |                                                            |
|  | Chortolirion                                               |
|  |                                                            |

|  | Haworthia    |
|  |              |
|  | Chortolirion |
|  |              |

|  | Astroloba                                                  |
|  |                                                            |
|  | \| \| Haworthia \| \| \| \| \| \| Chortolirion \| \| \| \| |
|  |                                                            |
|  | Haworthia                                                  |
|  |                                                            |
|  | Chortolirion                                               |
|  |                                                            |

|  | Haworthia    |
|  |              |
|  | Chortolirion |
|  |              |

|  | Astroloba                                                  |
|  |                                                            |
|  | \| \| Haworthia \| \| \| \| \| \| Chortolirion \| \| \| \| |
|  |                                                            |
|  | Haworthia                                                  |
|  |                                                            |
|  | Chortolirion                                               |
|  |                                                            |

|  | Haworthia    |
|  |              |
|  | Chortolirion |
|  |              |

|  | Astroloba                                                  |
|  |                                                            |
|  | \| \| Haworthia \| \| \| \| \| \| Chortolirion \| \| \| \| |
|  |                                                            |
|  | Haworthia                                                  |
|  |                                                            |
|  | Chortolirion                                               |
|  |                                                            |

|  | Haworthia    |
|  |              |
|  | Chortolirion |
|  |              |

|  | Astroloba                                                  |
|  |                                                            |
|  | \| \| Haworthia \| \| \| \| \| \| Chortolirion \| \| \| \| |
|  |                                                            |
|  | Haworthia                                                  |
|  |                                                            |
|  | Chortolirion                                               |
|  |                                                            |

|  | Haworthia    |
|  |              |
|  | Chortolirion |
|  |              |

|  | Astroloba                                                  |
|  |                                                            |
|  | \| \| Haworthia \| \| \| \| \| \| Chortolirion \| \| \| \| |
|  |                                                            |
|  | Haworthia                                                  |
|  |                                                            |
|  | Chortolirion                                               |
|  |                                                            |

|  | Haworthia    |
|  |              |
|  | Chortolirion |
|  |              |

|  | Astroloba                                                  |
|  |                                                            |
|  | \| \| Haworthia \| \| \| \| \| \| Chortolirion \| \| \| \| |
|  |                                                            |
|  | Haworthia                                                  |
|  |                                                            |
|  | Chortolirion                                               |
|  |                                                            |

|  | Haworthia    |
|  |              |
|  | Chortolirion |
|  |              |

|  | Astroloba                                                  |
|  |                                                            |
|  | \| \| Haworthia \| \| \| \| \| \| Chortolirion \| \| \| \| |
|  |                                                            |
|  | Haworthia                                                  |
|  |                                                            |
|  | Chortolirion                                               |
|  |                                                            |

|  | Haworthia    |
|  |              |
|  | Chortolirion |
|  |              |

Astroloba ähnelt hinsichtlich der Blüten der Gattung Haworthia, insbesondere deren Untergattung Robustipedunculares. Abweichend sind hauptsächlich der stämmchenbildende Wuchs, die regelmäßigen Blüten und die in mehr oder weniger fünf deutlich erkennbaren Reihen angeordneten Laubblätter.

### Innere Systematik
Die Erstbeschreibung der Gattung Astroloba erfolgte 1809 durch Antonius Josephus Adrianus Uitewaal. Ihre Typusart ist Astroloba spiralis var. pentagona Aiton (1789). Ein Synonym ist Apicra Haw. (1819, nom. illeg., ICB-Art. 53.1).
Die Gattung umfasst folgende Arten:
- Astroloba bullulata (Jacq.) Uitewaal
- Astroloba congesta (Salm-Dyck) Uitewaal
- Astroloba corrugata N.L.Mey. & Gideon F.Sm.
- Astroloba cremnophila van Jaarsv.[6]
- Astroloba foliolosa (Haw.) Uitewaal
- Astroloba herrei Uitewaal
- Astroloba robusta P.Reinecke ex Molteno, Van Jaarsv. & Gideon F.Sm.[7]
- Astroloba spiralis (L.) Uitewaal
- Astroloba tenax Molteno, van Jaarsv. & Gideon F.Sm.[8]
  - Astroloba tenax var. moltenoi Gideon F.Sm. & van Jaarsv.
  - Astroloba tenax var. tenax

### Gattungshybriden
Arten der Gattung Astroloba sind an Gattungshybriden (intergenerischen Hybriden) beteiligt:
- ×Algastoloba D.M.Cumming
= Aloe × Astroloba × Gasteria
- ×Aloloba G.D.Rowley
= Aloe × Astroloba
- ×Astroworthia G.D.Rowley
=  Astroloba × Haworthia
  - ×Astroworthia bicarinata (Haw.) G.D.Rowley
- ×Gastroloba D.M.Cumming
= Astroloba × Gasteria
- ×Maysara D.M.Cumming
= Astroloba × Gasteria × Haworthia

## Nachweise

## Weiterführende Literatur
- Steven Molteno, Gideon F. Smith, Estrela Figueiredo: A Synopsis of Astroloba Uitewaal (Asphodelaceae: Alooideae): Species, Types, and Infrageneric Classification. In: Haseltonia. Band 25, 2018, S. 72–83 (doi:10.2985/026.025.0106).